# Portrait de Joseph-Antoine Moltédo
Le portrait de Joseph-Antoine Moltédo est un tableau peint par Jean-Auguste-Dominique Ingres en 1810. Il fait partie de la série des portraits « romains », peint par Ingres alors qu'il est pensionnaire à la Villa Médicis. Il a en commun avec le Portrait de François-Marius Granet, celui de Charles-Joseph-Laurent Cordier, et celui du comte Guriev, de représenter son modèle Joseph-Antoine Moltédo, alors directeur des postes à Rome, en plein air sur un fond de paysage romain, ici une vue du Colisée et de la via Appia. Le tableau appartient aux collections du Metropolitan Museum of Art de New York.

## Provenance
Propriété de la famille Moltédo. Acquis par Théodore Duret. Acheté en 1916 par Louisine Havemeyer, elle lègue le tableau au Metropolitan Museum of Art en 1929.